# آدامز ادامز
آدامز ادامز (انگلیسی: Precious Adams؛ زادهٔ ۱۹۹۴/۱۹۹۵ (۲۹–۳۰ سال)) رقصنده، و رقصنده باله اهل ایالات متحده آمریکا است.
وی همچنین برندهٔ جوایزی همچون ۱۰۰ زن بی‌بی‌سی شده است.